# Жмудско княжество
Жмудското или Жемайтийското княжество (на полски: Księstwo żmudzkie, на латински: Ducatus Samogitiae) е административно-териториална единица в състава на Великото литовско княжество и Жечпосполита. Административен център е град Ворне.
Княжеството обхваща земите на историко-географската област Жемайтия (Самогития, Жмуд). Административно е разделено на двадесет и осем тракти – Ейрагола, Вилки, Вельона, Рошене, Шидукле, Кроже, Тенджагола, Ясвони, Шавле, Велки Дирвяни, Мале Дирвяни, Бержани, Ужвента, Телше, Ретов, Поюри, Вешвяни, Коршев, Шадов, Гондинга, Твери, Потимша, Биржиняни, Полонга, Повенден, Мендингяни, Коркляни и Жорани. В Сейма на Жечпосполита е представено от трима сенатори (епископа, върховния староста и кастелана) и трима депутати.
При третата подялба на Жечпосполита (1795) почти цялата територия на княжеството е анексирана от Руската империя, с изключение на най-южната му част, която е анексирана от Прусия.